# SN 1977C
SN 1977C – supernowa typu I odkryta 15 października 1977 roku w galaktyce M+11-10-52. W momencie odkrycia miała maksymalną jasność 16,00m.